# Trzustka człowieka

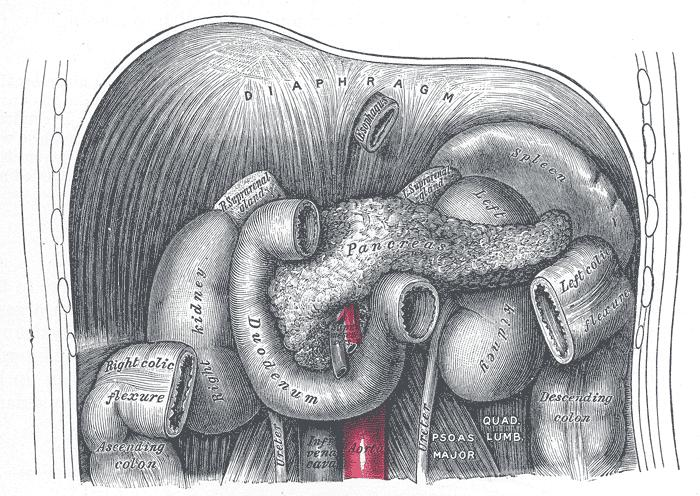
Trzustka podpisana Pancreas

Trzustka (łac. pancreas) – w anatomii człowieka narząd gruczołowy położony w górnej części jamy brzusznej, zaotrzewnowo. Ma nieregularny, wydłużony i spłaszczony w wymiarze grzbietowo-brzusznym kształt. Wymiar podłużny w rzucie poprzecznym porównywany do kształtu młotka lub haczyka (wygięty częścią środkową do przodu). W rzucie czołowym kształt przypomina literę S. U osoby żywej jest szaroróżowa, a na zwłokach szarobiała. Budowa zrazikowa dobrze zaznacza się na powierzchni gruczołu i nadaje mu wygląd guzkowaty. Na powierzchni trzustki może gromadzić się tkanka tłuszczowa, która wygładza jej powierzchnię i nadaje zabarwienie bardziej żółtawe. Miąższ narządu jest spoisty i miękki. Pod względem funkcjonalnym trzustka składa się z części wewnątrzwydzielniczej (hormonalnej, odpowiedzialnej za wytwarzanie kilku hormonów m.in. insuliny i glukagonu) i zewnątrzwydzielniczej (trawiennej, produkującej zawierający enzymy trawienne sok trzustkowy (łac. succus pancreaticus), zwany śliną brzucha ze względu na podobieństwo konsystencji i barwy do śliny).

## Historia
Po raz pierwszy trzustka została zidentyfikowana w pierwszej połowie III w. p.n.e. przez greckiego anatoma i lekarza Herofilosa. Kilka wieków później, inny grecki anatom Rufus z Efezu, ze względu na podobieństwo do mięśnia nadał trzustce nazwę Pancreas, która wywodzi się z greki: πᾶν (cały), κρέας (mięso), a zatem "cała z mięsa".
Inne ważne daty w historii badań trzustki:
- 1642 – niemiecki anatom Johann Georg Wirsung opisał przewód trzustkowy
- 1724 – włoski anatom Giovanni Domenico Santorini opisał przewód trzustkowy dodatkowy
- 1869 – Paul Langerhans odkrył endokrynną funkcję trzustki

## Dane liczbowe
- przeciętna masa: 70–100 g,
- masa właściwa: 1,040–1,050 g/cm³,
- minimalna/maksymalna masa: 25 g/150 g,
- długość: 12–20 cm,
- wysokość: 4–5 cm,
- grubość: 2–3 cm[2].

## Funkcje
Trzustka spełnia dwie zasadnicze funkcje:
- czynność zewnątrzwydzielnicza – produkcja soku trzustkowego (ok. 1 litr/dzień). Komórki śródpęcherzykowe produkują składniki enzymatyczne soku, który jest wyprowadzany do dwunastnicy przez przewody trzustkowe. W przewodach trzustkowych występują również komórki kubkowe, wydzielające śluz – jeszcze jeden składnik soku trzustkowego.
- czynność wewnątrzwydzielnicza sprawowana przez wyspy Langerhansa.

Enzymy trawienne wydzielane przez trzustkę to:
- amylaza trzustkowa,
- trypsynogen – enzym aktywuje się pod wpływem enzymu enterokinazy jelitowej w pH 5,2-6,0 lub autokatalitycznej aktywacji przy pH 7,9, w dwunastnicy do trypsyny,
- chymotrypsynogen – enzym aktywuje się pod wpływem trypsyny i pH 8,0 w dwunastnicy do chymotrypsyny,
- elastaza,
- lipaza trzustkowa,
- nukleaza: rybonukleaza i deoksyrybonukleaza,
- hydrolaza estrów cholesterolowych,
- fosfolipaza A2,
- karboksypeptydaza.

Ponadto wyspy trzustkowe (łac. insulae pancreaticae s. Langerhanenses), rozproszone wśród gruczołów wydzielania zewnętrznego, produkują substancje dokrewne:
- komórki B (β) (około 60%[3]) – produkują insulinę, proinsulinę, peptyd C i amylinę,
- komórki A (α) (około 25%[3]) – produkują glukagon,
- komórki D (δ) (około 10%[3]) – produkują somatostatynę,
- komórki F (około 5%[3]) – produkują polipeptyd trzustkowy (PP).

Czynność wydzielniczą trzustki modulują neuroprzekaźniki i adrenalina:
- acetylocholina (Ach) wpływa dodatnio na uwalnianie insuliny, gdy stężenie glukozy jest podwyższone,
- noradrenalina (Nor) – hamuje wydzielanie insuliny.

## Budowa narządu

### Budowa anatomiczna
Trzustka zbudowana jest z miąższu trzustki o charakterze zrazikowym, który otacza sieć śnieżnobiałych przewodów trzustkowych o różnej długości i wielkości światła. Odznaczający się największym światłem jest przewód trzustkowy (łac. ductus pancreaticus). Do niego wpadają liczne mniejsze przewody międzyzrazikowe, przy czym największy z nich jest bardzo często występujący przewód głowy trzustki. Do przewodów międzyzrazikowych uchodzą również cieńsze przewody wychodzące bezpośrednio z wysp trzustkowych (dotąd zlokalizowano je tylko u małp i u człowieka). Do przewodu trzustkowego uchodzi w obrębie głowy trzustki przewód trzustkowy dodatkowy.
Opierając się na ukształtowaniu powierzchni trzustki można wyróżnić jej poszczególne części:
- głowę (łac. caput) – najbardziej wysunięta na prawo i najszersza część trzustki, objęta pętlą (podkową) dwunastnicy i zrastająca się z jej częścią zstępującą. Jest haczykowato wygięta, spłaszczona i posiada powierzchnię przednią i tylną. Posiada wyrostek haczykowaty (łac. processus uncinatus), stanowiący lewą dolną część głowy skierowaną w lewo i w dół, oddzielony od pozostałej części przez wcięcie trzustki (łac. incisura pancreatis) w jej dolnym brzegu. Wyrostek haczykowaty powstaje w wyniku niekompletnego zrośnięcia się obu gruczołów trzustkowych podczas rozwoju płodowego układu pokarmowego.
- szyjka, zwana cieśnią (łac. collum s. isthmus pancreatis) – to odcinek o długości ok. 2 cm, stanowiący przedłużenie głowy w trzon. W tym odcinku górna krawędź głowy płynnie przechodzi w górną krawędź trzonu, natomiast na dolnej krawędzi zaznacza się wcięcie trzustki. Niekiedy tego odcinka się nie wyróżnia i zalicza do głowy trzustki[6].
- trzon trzustki jest kształtu trójściennego graniastosłupa. Odróżniamy jego trzy powierzchnie i trzy brzegi.
  - powierzchnia przednia jest oddzielona od powierzchni tylnej ostrym brzegiem górnym,
  - powierzchnię tylną od powierzchni dolnej oddziela brzeg dolny,
  - powierzchnię dolną od powierzchni przedniej oddziela brzeg przedni, do którego przyczepia się krezka okrężnicy poprzecznej;
  - na prawej części powierzchni przedniej trzonu znajduje się guz sieciowy (łac. tuber omentale), który przylega do sieci mniejszej tuż nad krzywizną mniejszą żołądka. Lewa część trzonu nieznacznie wygina się ku tyłowi.
- ogon (łac. cauda) – lewy koniec trzustki, który jest najczęściej spłaszczony, chociaż czasami może być guzkowato zgrubiały. Jest skierowany na lewo i ku górze i swym końcem opiera się o śledzionę.

Największe przewody trzustki – mogą być niewidoczne z zewnątrz:
- przewód trzustkowy (łac. ductus pancreaticus s. Wirsungi). Ma zwężony początek w ogonie utworzony z łączących się mniejszych przewodzików. Biegnie drogą lekko zygzakowatą ku stronie prawej w obrębie tkanki łącznej międzyzrazikowej, równolegle względem długiej osi gruczołu i bliżej jego tylnej powierzchni. W obrębie szyjki zagina się ku dołowi, ku tyłowi i na prawo tak, że w obrębie głowy zbliża się do przewodu żółciowego. Dalszy bieg przewodu jest zróżnicowany, zależnie od rozwoju trzustki u danej osoby:

1. w 50% przypadków oba przewody uchodzą obok siebie na dnie bańki wątrobowo-trzustkowej (łac. ampulla hepatopancreatica), uwypuklającej się w stronę światła części zstępującej dwunastnicy w postaci brodawki dwunastnicy większej (łac. papilla duodeni superior s. Vateri). Bańka objęta jest okrężnymi włóknami mięśniówki gładkiej (w większej ilości należącej do przewodu żółciowego wspólnego), które noszą nazwę mięśnia zwieracza bańki wątrobowo-trzustkowej (łac. musculus sphincter ampullae hepatopancreaticae) regulującego wypust mieszanki żółci i soku trzustkowego do światła dwunastnicy;
2. czasami oba przewody tylko zrastają się ze sobą, ale uchodzą osobnymi ujściami, przy czym mogą, ale nie muszą wytwarzać brodawki;
3. oba przewody mogą nie zrastać się ze sobą i uchodzą wtedy na osobnych brodawkach;
4. rzadko przewód trzustkowy może łączyć się z przewodem żółciowym wspólnym uchodząc do niego pod kątem prostym dalej od ujścia na brodawce dwunastnicy (głębiej w obrębie trzustki).

- przewód trzustkowy dodatkowy (łac. ductus pancreaticus accessorius s. Santorini). Ma długość ok. 5 cm, a jego światło jest nie większe niż 1/3 światła przewodu trzustkowego. Zbiera drobne przewodziki z przedniej i górnej części głowy trzustki i z wyrostka haczykowatego, po czym uchodzi najczęściej dwoma ujściami – jednym do przewodu trzustkowego, a drugim do dwunastnicy, tworząc tu brodawkę mniejszą, położoną 2–3 cm wyżej i nieco do przodu od brodawki większej. Do tyłu od przewodu w okolicy dwunastnicy biegnie przewód żółciowy wspólny, który go krzyżuje. Sok trzustkowy może płynąć w dwóch kierunkach. Ta dwukierunkowość stanowi zabezpieczenie przed brakiem odpływu soku trzustkowego w przypadku zamknięcia światła przewodu trzustkowego.

#### Unaczynienie
Głowa trzustki jest zaopatrzona zespołem tętnic zwanym łukiem tętniczym – przednim i tylnym, który tworzą:
- tętnicę trzustkowo-dwunastniczą górną, przednią i tylną, które odchodzą od tętnicy żołądkowo-dwunastniczej (z tętnicy wątrobowej wspólnej),
- gałąź przednia i tylna tętnicy trzustkowo-dwunastniczej dolnej od tętnicy krezkowej górnej lub gałęzi jelitowej.

Trzon i ogon trzustki zaopatrują gałęzie trzustkowe w liczbie 3–5, pochodzące od tętnicy śledzionowej, biegnącej na górnym brzegu trzustki.
Żyły zazwyczaj towarzyszą odpowiadającym im tętnicom. Żyły trzustkowo-dwunastnicze uchodzą do żyły krezkowej górnej lub bezpośrednio do żyły wrotnej, natomiast kilka drobnych żył trzustkowych uchodzi do żyły śledzionowej.

#### Unerwienie
- Unerwienie przywspółczulne pochodzi od nerwu błędnego, głównie ze splotu żołądkowego tylnego. Z tylnej ściany żołądka włókna przywspółczulne przechodzą za pośrednictwem ścian odźwiernika i dwunastnicy do trzustki. Działa pobudzająco na gruczoł: rozszerza naczynia krwionośne, zwiększając dystrybucję tlenu a w ten sposób również produkcję soku trzustkowego. Ponadto rozszerza przewody trzustkowe, w których sok trzustkowy się zbiera.
- Unerwienie współczulne stanowią bezrdzenne włókna nerwowe pochodzące ze splotu trzewnego. Działa antagonistycznie.

### Budowa histologiczna
Komórki wchodzące w skład części wewnątrzwydzielniczej trzustki (części produkującej hormony) są zgromadzone w skupiskach nazywanych wyspami trzustkowymi lub wyspami Langerhansa. Liczbę wysp ocenia się na ok. 2 milionów, a stanowią one zaledwie około 2% całkowitej masy tego narządu. Średnica wyspy wynosi 0,1-0,2 mm. Wyspy zbudowane są z pasm i gniazd wielościennych komórek nabłonkowych, z których ok. 80% stanowią komórki beta, które posiadają w swej cytoplazmie ziarenka insuliny rozpuszczalne w alkoholu. Pozostałe ok. 20% stanowią komórki alfa, które wytwarzają glukagon. Leżą one w wyspach, a także w drobnych skupiskach między pęcherzykami trzustki, w pasemkach wyrastających z dużych przewodów gruczołowych i pojedynczo pośród ich nabłonka. Pęcherzyki wydzielnicze są miejscem wydzielania soku trzustkowego, gromadzącego się w wąskich i długich, rozgałęzionych tunelikach – wstawkach. Pęcherzyki mogą zrastać się w pęcherzyki złożone. Do takich pęcherzyków wnikają wstawki za pomocą płaskich komórek śródpęcherzykowych. Wstawki są wysłane nabłonkiem płaskim, a w odcinkach dystalnych, gdzie znajdują się już większe gałązki – nabłonkiem sześciennym. Przewody międzyzrazikowe i główne mają nabłonek walcowaty. Przebiegają wśród tkanki łącznej zbitej przechodzącej bardziej obwodowo w tkankę łączną luźną. Tkanka łączna luźna wnika też między zraziki, a także pomiędzy komórki śródpęcherzykowe. Przez nią przechodzą drobne naczynia, które drobną siecią włosowatą oplatają pęcherzyki wydzielnicze, a w wyspach wśród ich pasm nabłonkowych tworzą sieci szerokich naczyń zatokowych. Towarzyszące tętniczkom włókna nerwowe, oddają zakończenia nerwowe w ich błonie mięśniowej, a także do sąsiadujących komórek gruczołowych. Wśród tkanki łącznej międzyzrazikowej występują również drobne zwoje współczulne i zakończenia nerwowe blaszkowate. W większych przewodach o wyjątkowo wysokim nabłonku walcowatym występują również komórki kubkowe wydzielające śluz do ich światła. Tkanka mięśniowa gładka tworzy u ujścia przewodu trzustkowego fragment mięśnia zwieracza bańki wątrobowo-trzustkowej.

## Topografia narządu

### Położenie względem kręgosłupa
Trzustka jest położona w górnej części jamy brzusznej, poprzecznie do osi długiej ciała. Jest zlokalizowana z przodu od 1. lub 2. kręgu lędźwiowego kręgosłupa oraz ku tyłowi od żołądka; pomiędzy pętlą dwunastnicy (kolankiem) a okolicą pod dolną częścią wnęki śledziony. Trzustka leży zazwyczaj na poziomie kręgów lędźwiowych L1 i L2, ale w zależności od charakteru budowy ciała (jak i od płci) obserwuje się różnice osobnicze. U mężczyzn trzustka jest położona między Th12 a L1, a u kobiet między L1 a L2. W rzadkich przypadkach trzustka swoim ogonem sięga do Th11, a głową do L3.

### Położenie względem sąsiednich narządów
Głowa:
- Powierzchnia przednia: w rowku między dwunastnicą a bocznym i dolnym brzegiem głowy znajduje się zespolenie gałęzi przednich tętnic trzustkowo-dwunastniczych górnej i dolnej. U góry po stronie prawej znajduje się przyczep dla warstwy tkanki łączącej, która dochodzi do nieokrytego otrzewną początkowego odcinka okrężnicy poprzecznej. Niżej pokryta jest otrzewną i pętlami jelita cienkiego.
- Brzeg boczny: w rowku między brzegiem bocznym głowy a połową górną części zstępującej dwunastnicy leży przewód żółciowy wspólny łączący się tu z przewodem trzustkowym, który w tej okolicy wychodzi poziomo z miąższu głowy trzustki i uchodzi na brodawce większej dwunastnicy. Często może być całkowicie objęty przez miąższ trzustki, wtedy nie jest widoczny z zewnątrz.
- Powierzchnia tylna: przylega do żyły głównej dolnej i do naczyń nerkowych prawych.

Szyjka:
- powierzchnia przednia: jest okryta otrzewną trzewną i przylega do odźwiernika.
- powierzchnia tylna: przylega do żyły wrotnej przed jej wniknięciem do więzadła wątrobowo-dwunastniczego.

Trzon:
- powierzchnia przednia: cała pokryta otrzewną tylnej ściany torby sieciowej, styka się z tylną ścianą żołądka lub jest oddzielona od niej wąską szczeliną.
- powierzchnia dolna: pokryta otrzewną, przylega do zgięcia dwunastniczo-czczego (łac. flexura duodenojejunale) i do pętli jelita czczego. Ponadto część wstępująca dwunastnicy biegnie mniej więcej równolegle względem niej.
- powierzchnia tylna: nie posiada otrzewnej. Jest połączona tkanką łączną po prawej stronie z aortą i początkiem tętnicy krezkowej górnej, pośrodku z częścią lędźwiową przepony i naczyniami nerkowymi lewymi, a po lewej stronie z dolnym końcem nadnercza lewego i lewą nerką.
- brzeg przedni: jest linią przyczepu dla krezki okrężnicy poprzecznej.
- brzeg górny: nad nim leży pień trzewny, który oddaje trzy tętnice, z czego dwie: tętnica wątrobowa wspólna (biegnąca ku prawej stronie) i tętnica śledzionowa (biegnąca na lewo) biegną tuż za brzegiem górnym i powierzchnią tylną.
- brzeg dolny: zza trzustki przez wcięcie trzustki występują naczynia krezkowe górne.

Ogon:
- wnika między obie blaszki więzadła przeponowo-śledzionowego, spoczywając swą wąską powierzchnią dolną na zgięciu lewym okrężnicy, a powierzchnią tylną stykając się z dolną częścią śledziony (tuż poniżej jej wnęki).

## Choroby
Najczęstsze schorzenia trzustki:
- ostre i przewlekłe zapalenie trzustki,
- nowotwory trzustki, w tym rak trzustki (część zewnątrzwydzielnicza) i hormonalnie czynne nowotwory części wewnątrzwydzielniczej (guzy neuroendokrynne trzustki),
- torbiele pozapalne i prawdziwe, w tym torbiele zastoinowe (retencyjne), torbiele nowotworowe i torbiele pasożytnicze.

Chorobami trzustki zajmuje się gastroenterologia.
Kontynuowane są próby skonstruowania sztucznej trzustki, której elementami są: monitor poziomu cukru we krwi i pompa insuliny wyposażona w algorytm pozwalający na obliczenie niezbędnej dawki insuliny. W okresie 2004–2014 ukazało się 40 doniesień o testach klinicznych sztucznej trzustki, jednak w pełni zautomatyzowany aparat nie powstanie prawdopodobnie wcześniej niż za następnych kilka lat. Sztuczna trzustka pozwala na lepszą kontrolę poziomu glikemii niż stosowanie pompy insulinowej.